# Luster
Luster è un comune norvegese della contea di Vestland.

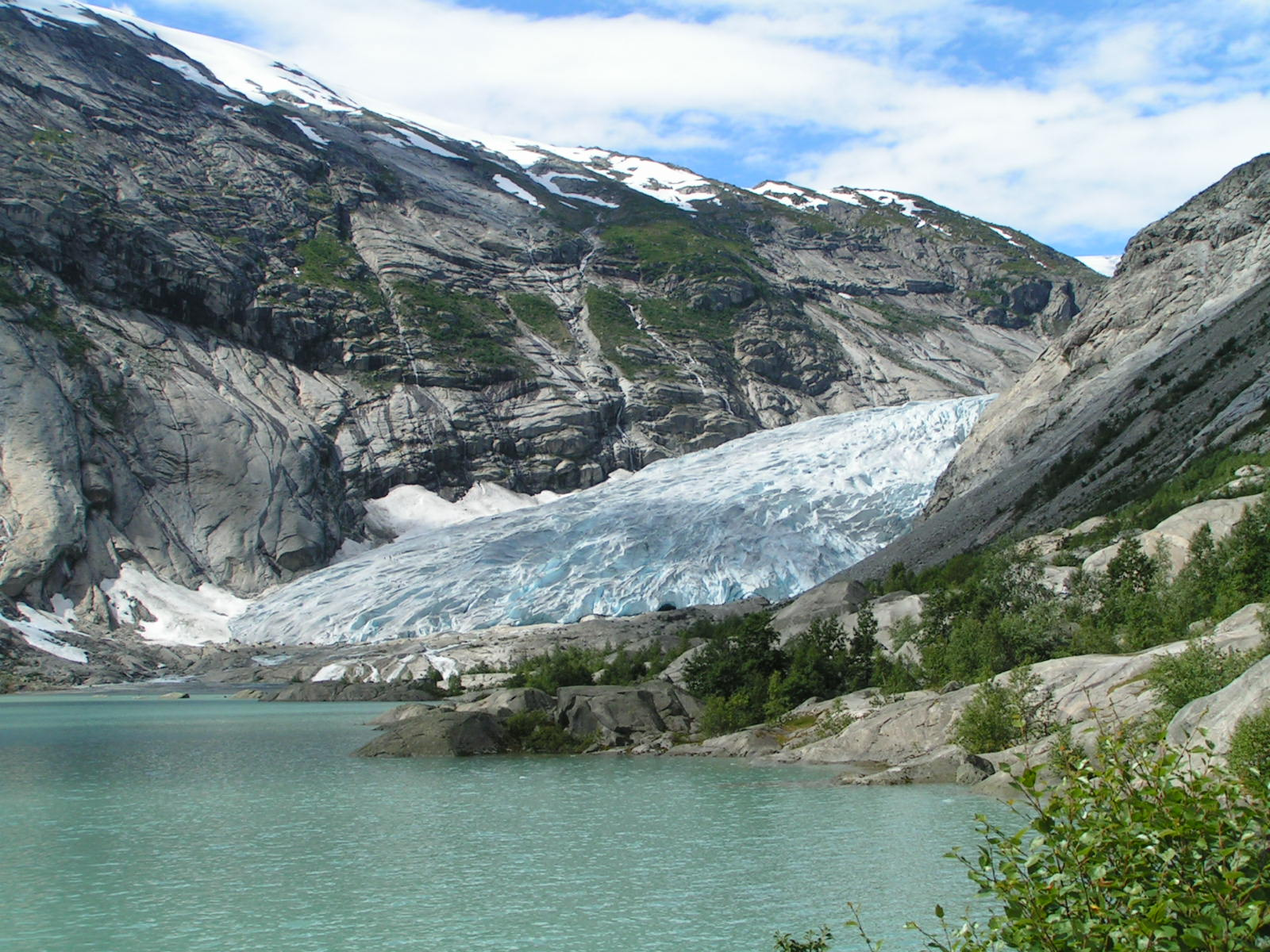
Il ghiacciaio di Nigardsbreen

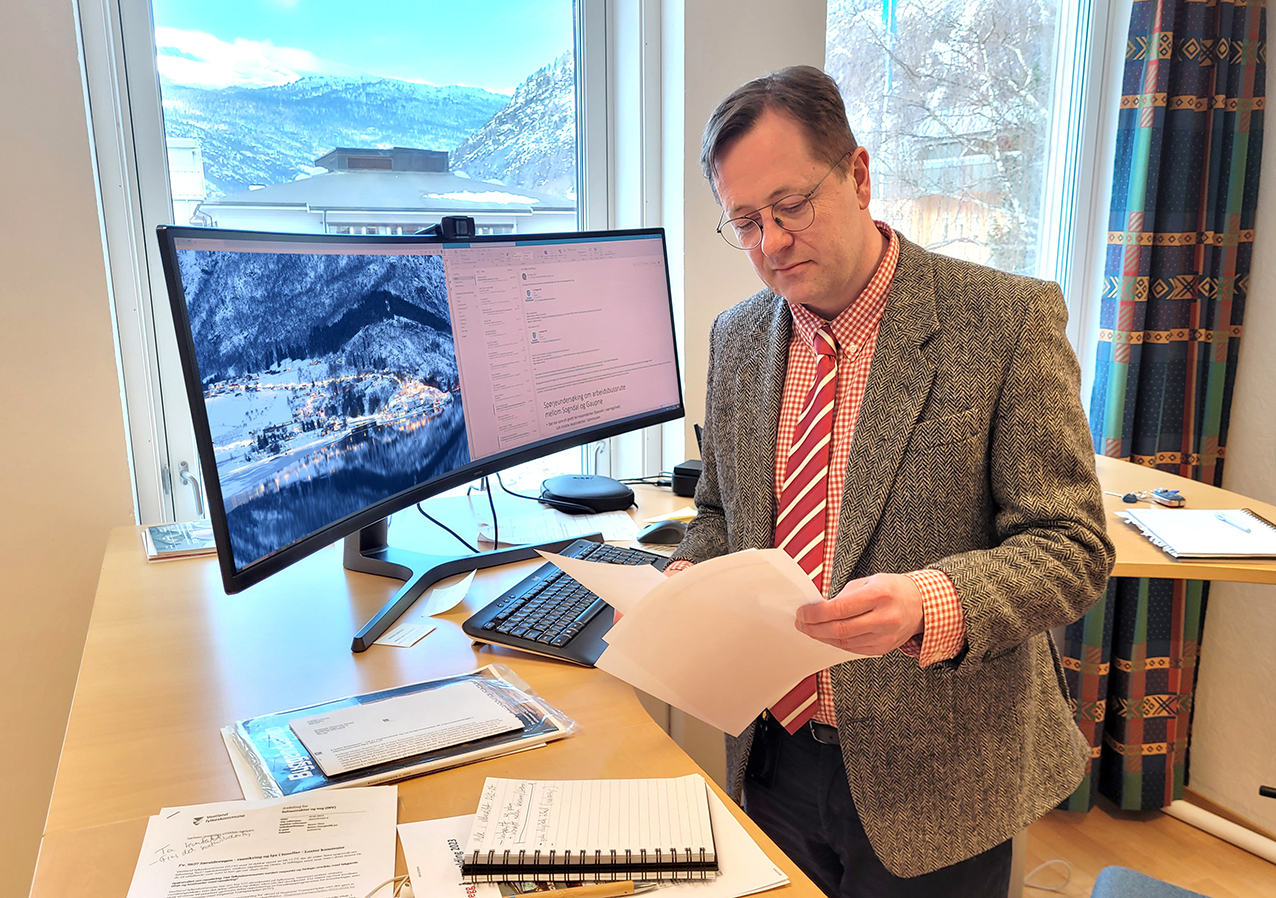
Sindaco Andreas Wollnick Wiese, Lustre (2024)